# Млин (Брацлав)
Млин у Брацлаві  — комплекс з трьох споруд у смт Брацлаві Вінницької області. Збудований на річці Південний Буг наприкінці XIX століття багатим євреєм-підприємцем, купцем 3-ї гільдії Яковом (Янкелем) Солітерманом у підніжжя Замкової гори. Пам'ятка архітектури місцевого значення.
На млині працювало три водяних турбіни і дизельний двигун, один з будинків млинарського комплексу переобладнано у ГЕС, другий знаходиться у півзруйнованому стані.

## Галерея

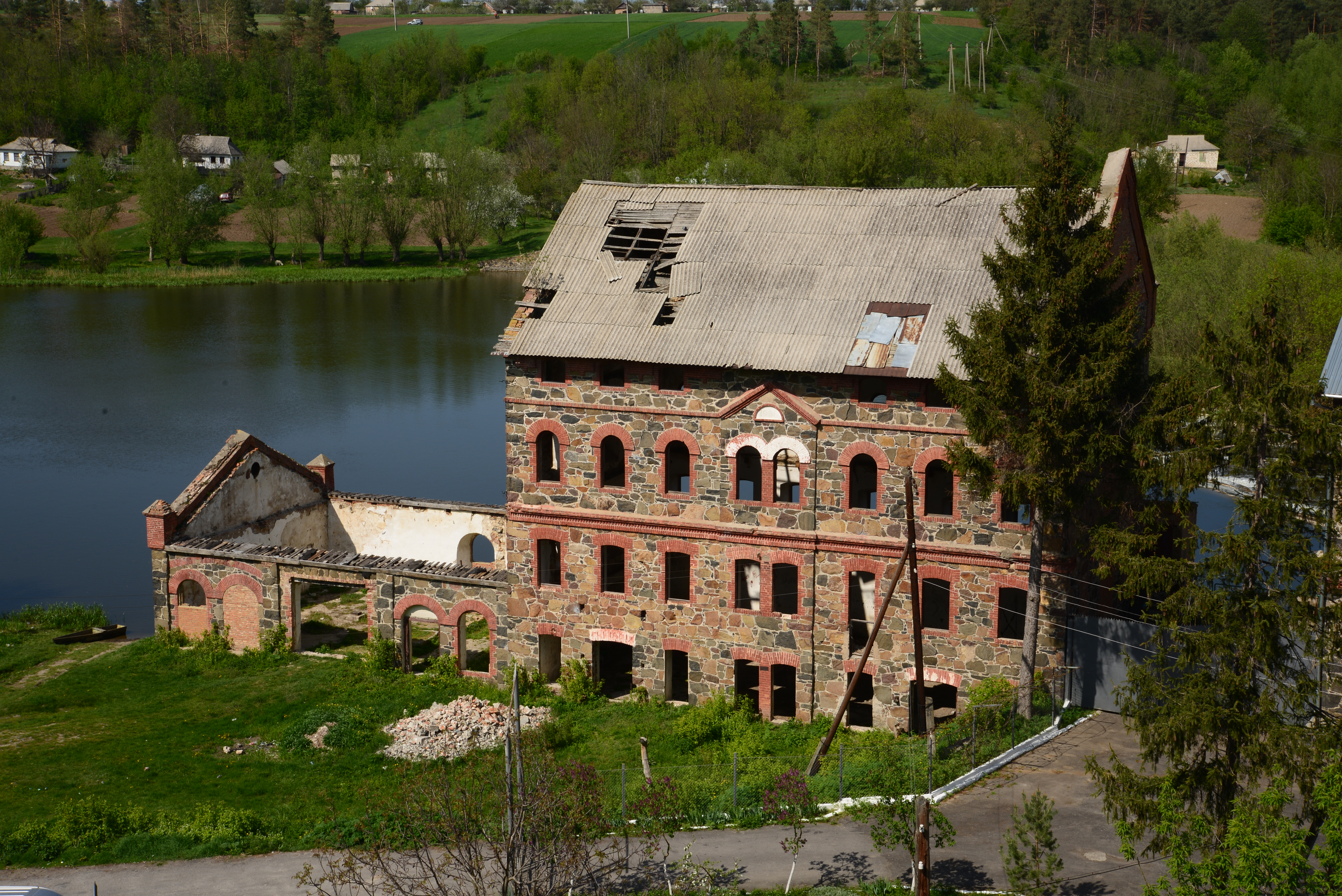
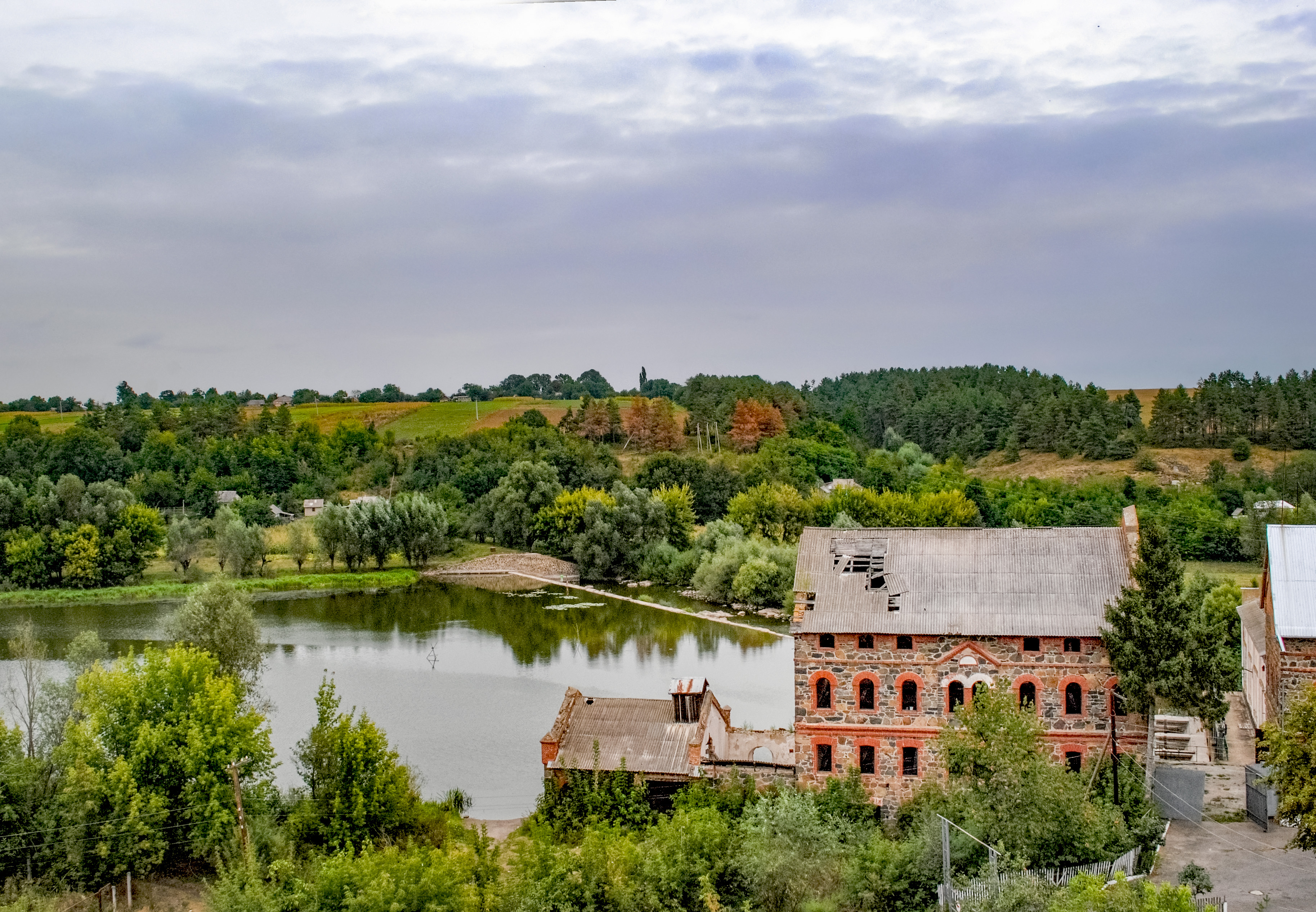
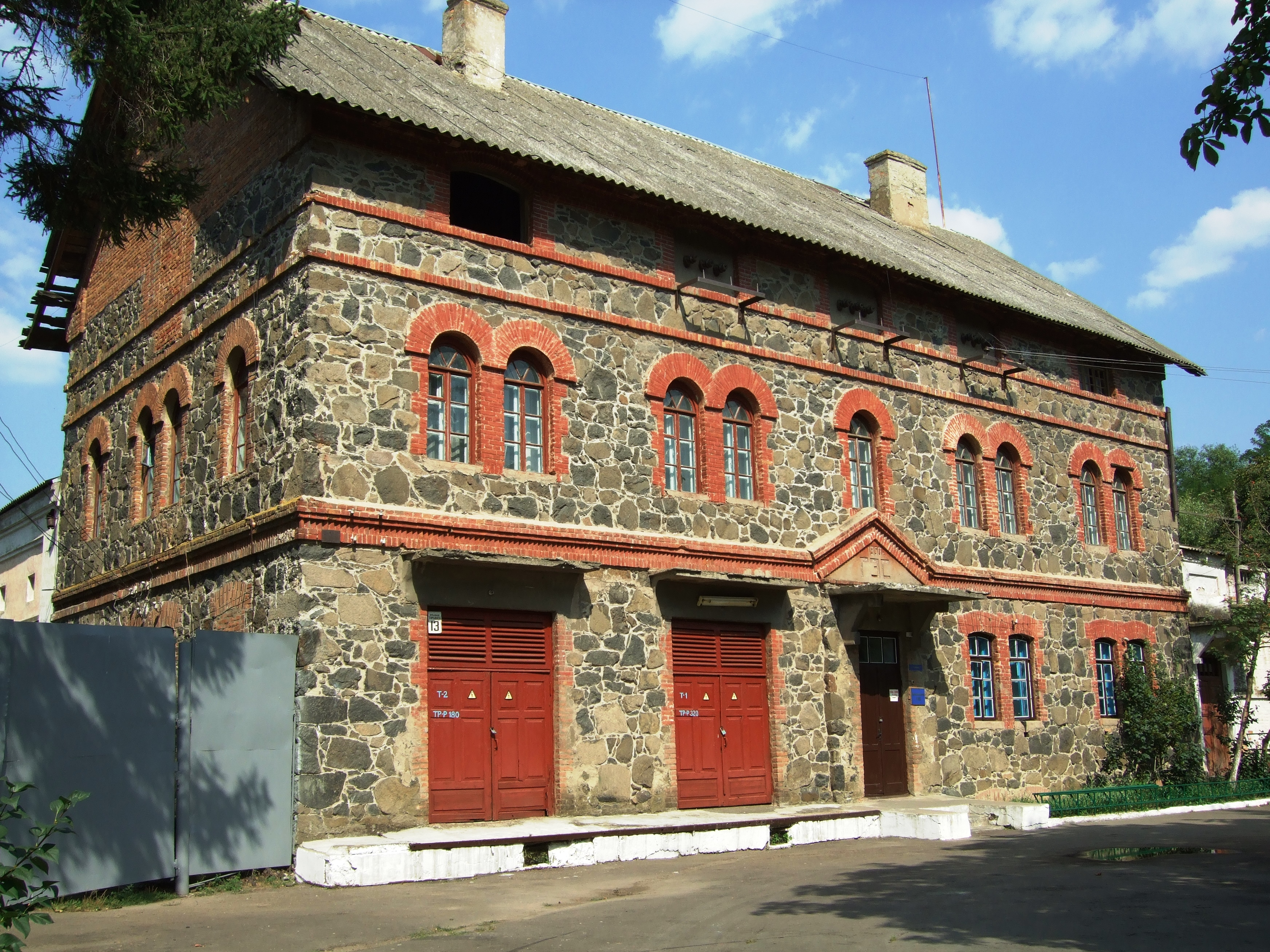
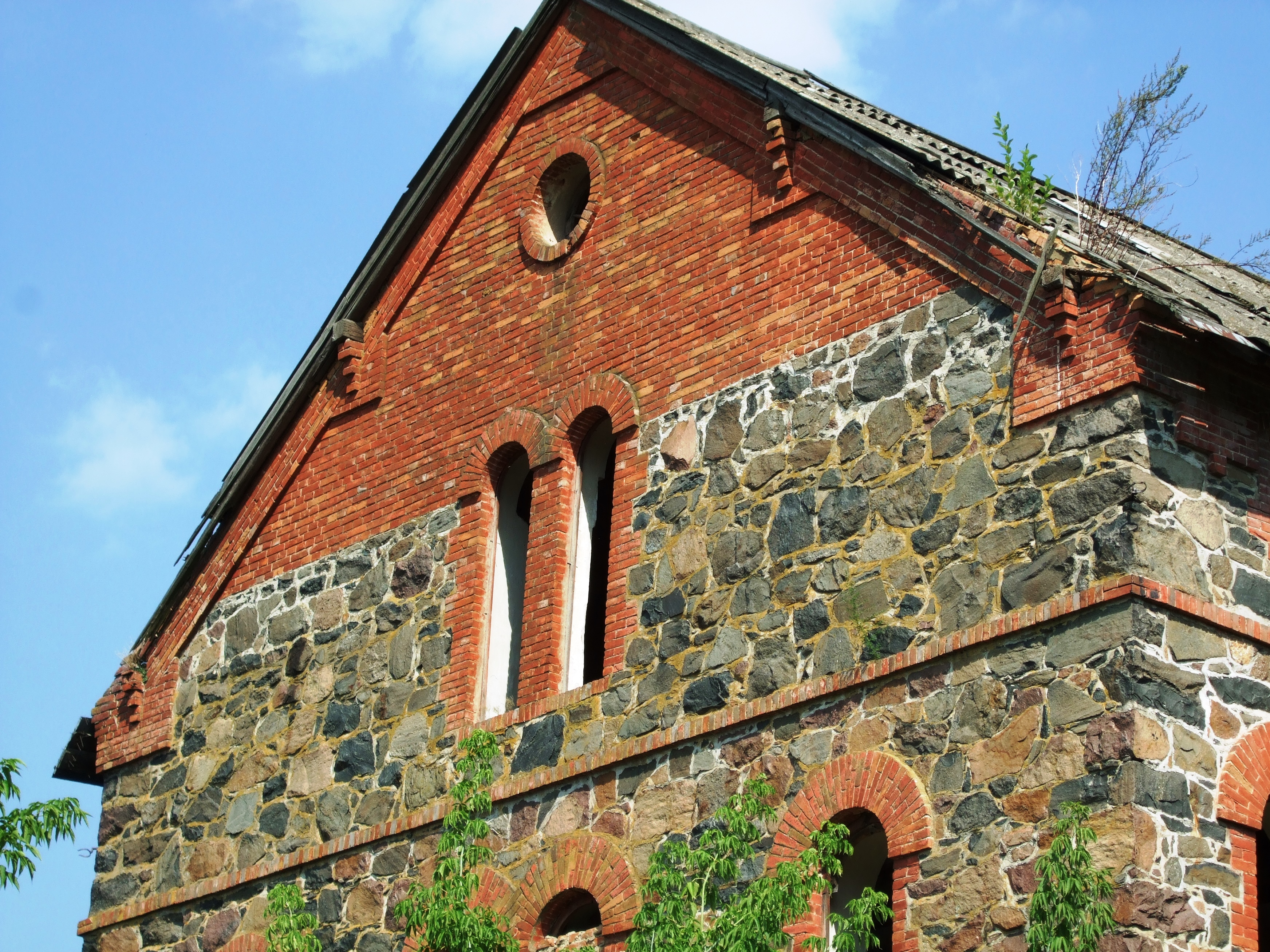
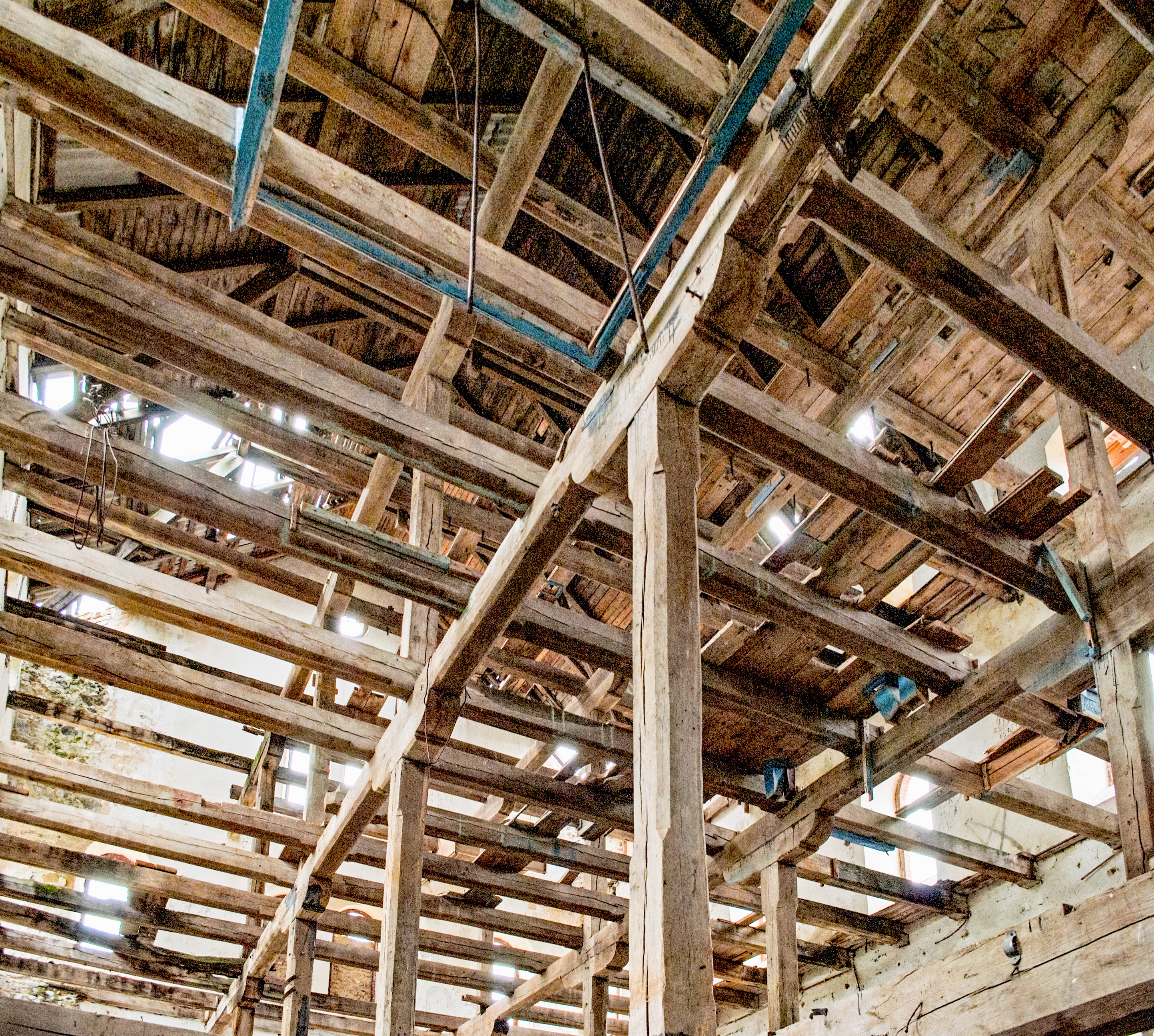
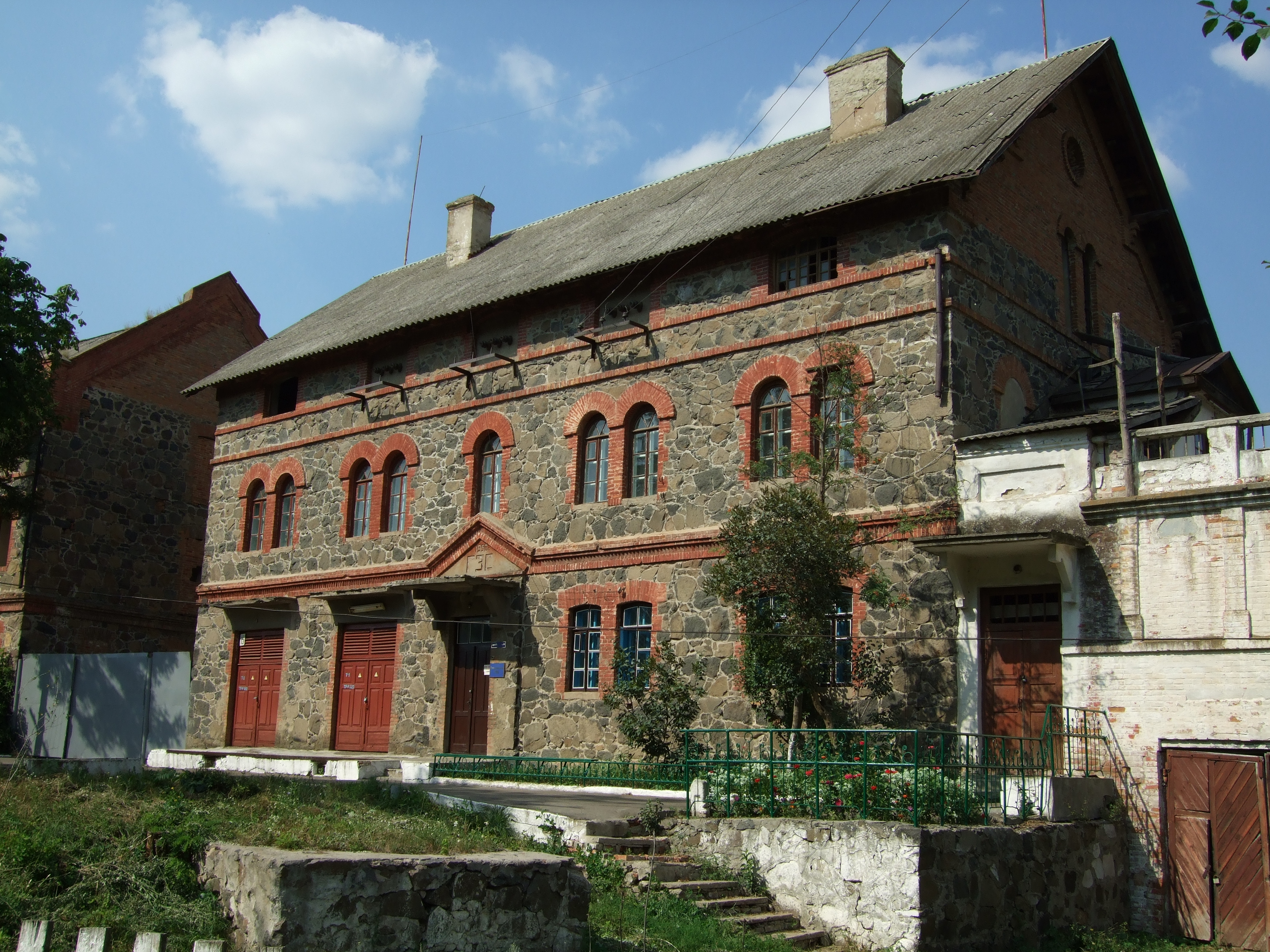
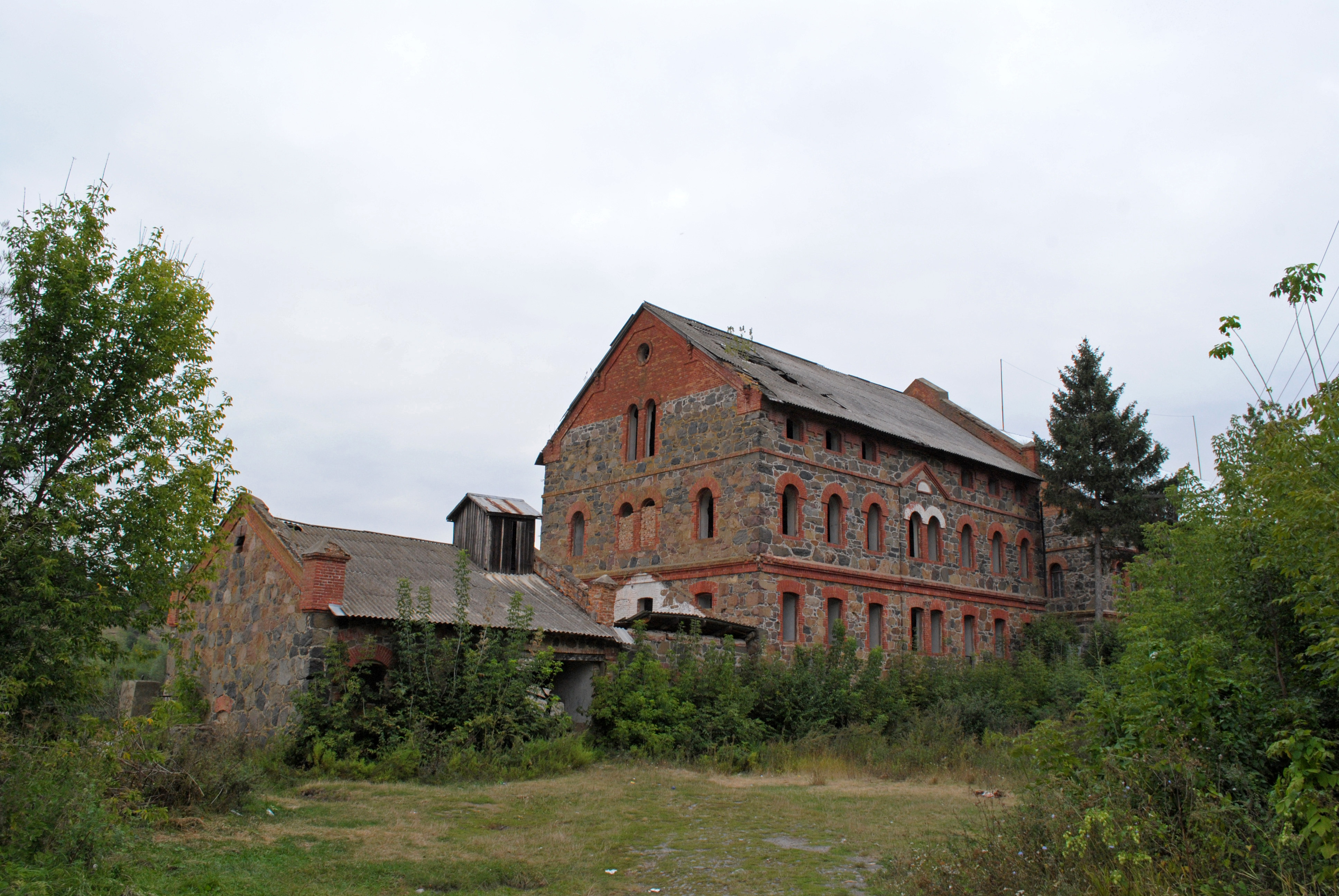
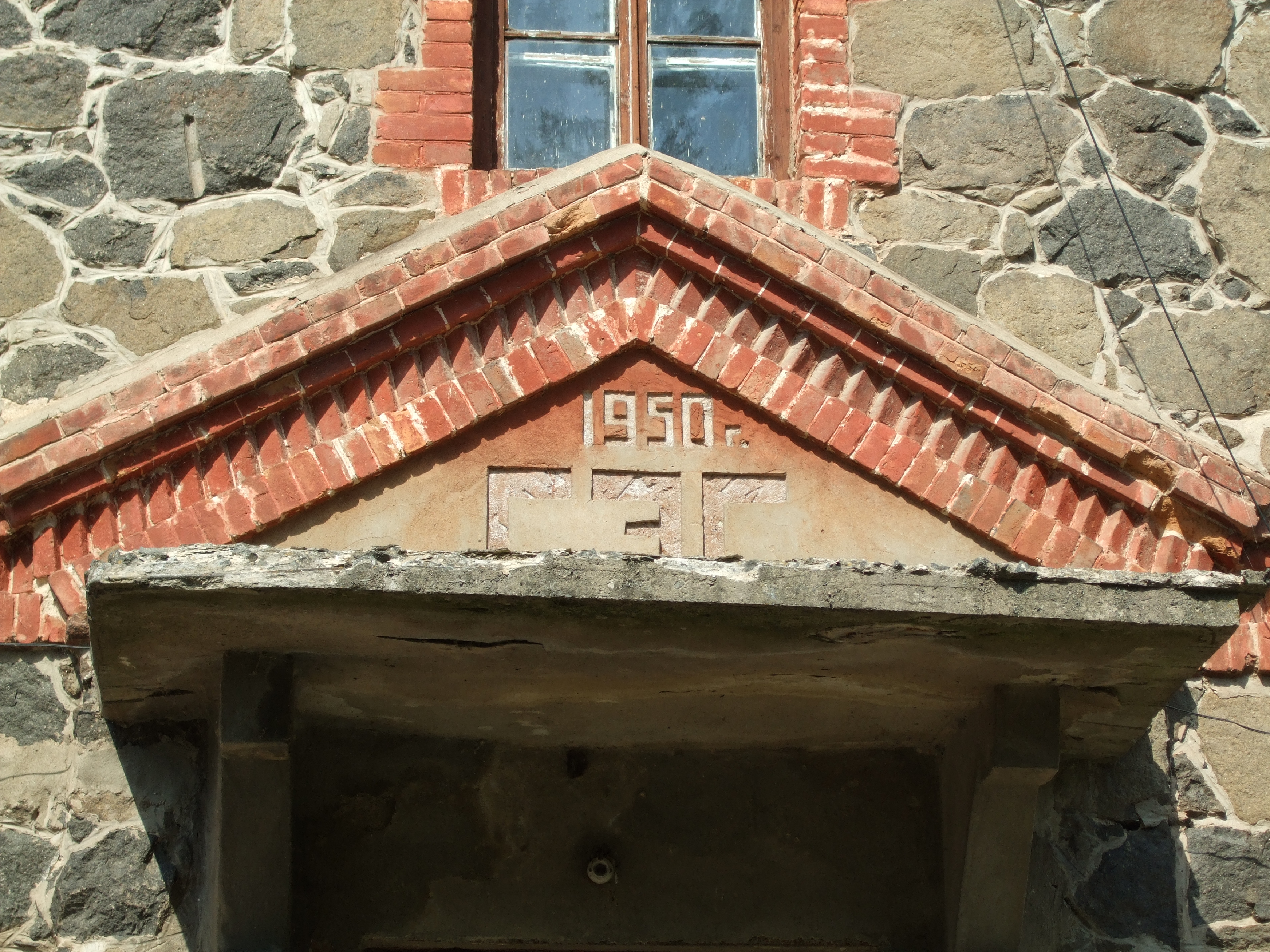
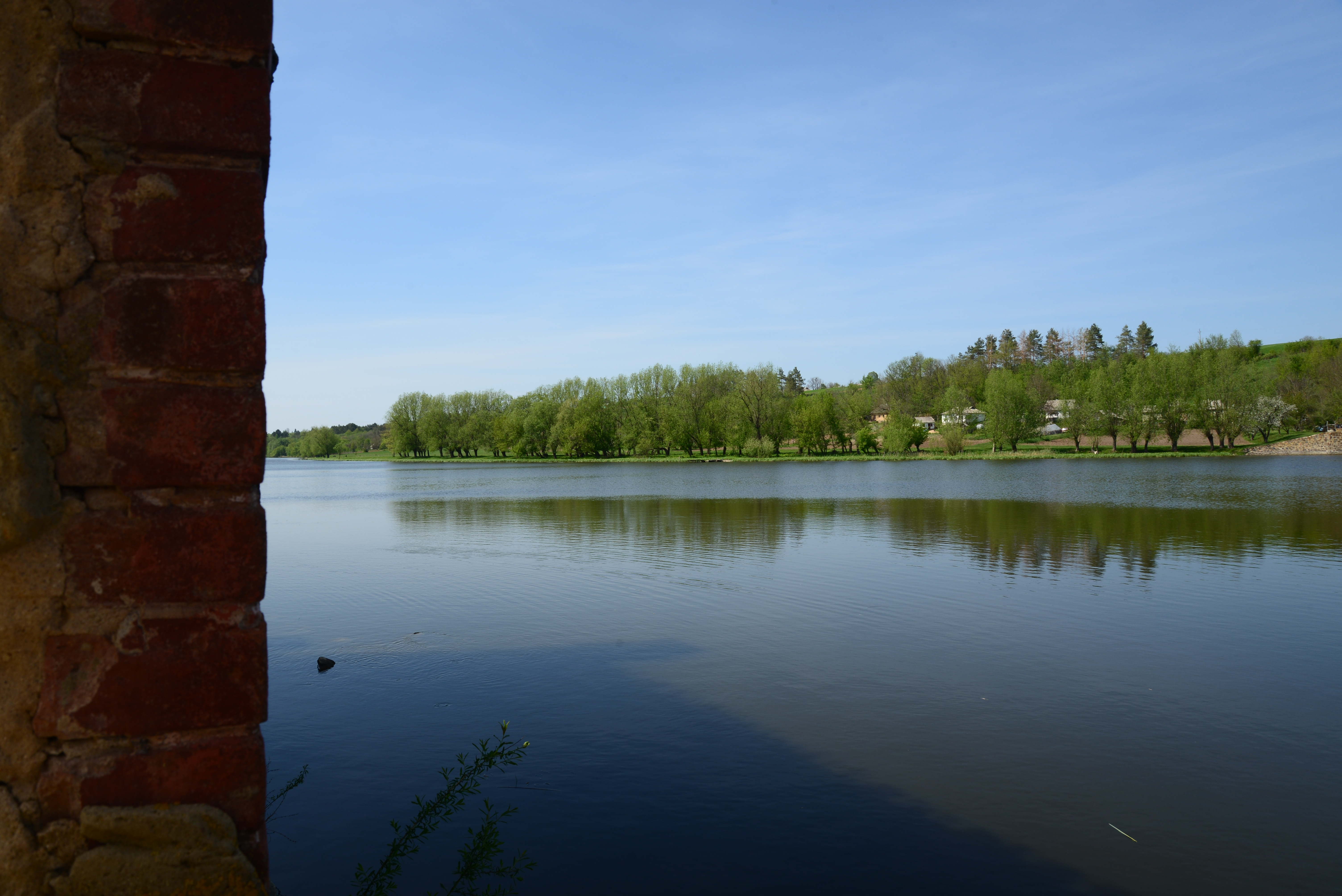